# The Contra Unit
Contra Unit es un stable heel de lucha libre profesional en Major League Wrestling (MLW). Se compone de Mads Krule Krügger, Ikuro Kwon, Janai Kai, Minoru Suzuki, Babathunder y Sentai Death Squad. 
El stable se formó en el evento SuperFight el 2 de febrero de 2019 cuando Fatu y Samael hicieron su debut en MLW y formaron su alianza con Gotch atacando a su oponente Ace Romero. El grupo hizo su debut televisado en Intimidation Games y dominó la lista de MLW durante todo el año, convirtiéndose en el principal grupo heel de la compañía. El grupo consolidó su dominio sobre MLW cuando Fatu ganó el Campeonato Mundial de Peso Pesado en Kings of Colosseum el 6 de julio de 2019. Ikuro Kwon fue agregado al grupo como su cuarto miembro en agosto.

## Historia

### Major League Wrestling (2019-presente)
Jacob Fatu y The Almighty Sheik formaban parte de un establo llamado "Warbeast" con Brody King y Kevin Sullivan y compitieron en el circuito independiente ganando muchos títulos de equipo en varias promociones. En enero de 2019, los miembros de Warbeast Fatu y Sheik firmaron un contrato con Major League Wrestling y MLW anunció en su sitio web que Jacob Fatu haría su debut en MLW en SuperFight. Sheik fue re empaquetado como Josef Samael y él y Fatu hicieron su debut en la MLW en un combate no televisado al derrotar a los luchadores locales Chico Adams y Kwame Nas en SuperFight. Más tarde en el evento, el dúo se alió con Simon Gotch atacando a su oponente Ace Romero, durante el cual Gotch proclamó que el grupo era "mercaderes globales de violencia" y lo nombró "Contra" y agitó una bandera de Contra. La pareja hizo su debut televisado en Intimidation Games atacando a Tom Lawlor después de que retuvo el Campeonato Mundial de Peso Pesado de MLW contra Low Ki en un combate de jaula de acero. Contra Unit dirigió otro ataque contra Ace Romero durante el partido de Romero contra Simon Gotch en el episodio del 9 de marzo de Fusion. La semana siguiente, en Fusion, Fatu y Samael tuvieron su primer partido televisado en MLW contra Chico Adams y Vertigo Rivera, donde fueron descalificados después de que Samael los maltratara con su pico. Fatu entró en el combate titular en el Battle Riot II el 5 de abril, donde Contra vertió gas sobre varios participantes, lo que llevó a que fueran descalificados del combate. Más tarde esa noche, Contra atacó a Tom Lawlor nuevamente durante una conferencia de prensa posterior al evento. 
Contra Unit planeó una adquisición hostil de MLW, continuando con su dominio y ascenso mientras Fatu terminaba con la racha invicta de Barrington Hughes en MLW en un combate rápido en el episodio del 11 de mayo de Fusion. Fatu y Samael derrotarían a Hughes y Romero en un combate por equipos en el episodio del 25 de mayo de Fusion. Más tarde en ese episodio, Contra Unit atacó a Low Ki y a Tom Lawlor por tercera vez después de la exitosa defensa del título de Lawlor contra Avalanche.
Lawlor contó con la ayuda de Ross Von Erich y Marshall Von Erich para pelear con Contra Unit mientras el equipo de Lawlor y Von Erichs derrotó a Contra Unit en un combate por equipos de seis hombres. La disputa entre Lawlor y Contra Unit se intensificó, lo que creó un combate entre Fatu y Lawlor para el Campeonato Mundial de Peso Pesado en Kings of Colosseum el 6 de julio, que Fatu ganó, capturando así el título y consolidando el dominio de Contra Unit sobre MLW. 
La rivalidad continuó entre Contra Unit y el equipo de Lawlor y Von Erichs, lo que llevó a un combate de la Cámara de Guerra en el evento homónimo. Contra Unit presentó a un cuarto miembro, Ikuro Kwon, en el episodio del 3 de agosto de Fusion , que escupió niebla en los ojos de Marshall Von Erich. Low Ki pronto se uniría a Lawlor y Von Erichs en la pelea ayudándolos a defenderse de un ataque de Contra Unit después de que Fatu defendiera con éxito el Campeonato Mundial de Peso Pesado contra Lawlor en una revancha en el episodio del 31 de agosto de Fusion. Contra Unit perdería ante Low Ki, Lawlor y Von Erichs en el combate titular en la Cámara de Guerra para resolver la rivalidad.
El siguiente feudo de Contra Unit fue contra el estable Promociones Dorado de Salina de la Renta, que comenzó después de que LA Park decidió sacar provecho de su oportunidad Golden Ticket al ganar el Battle Riot contra Jacob Fatu por el Campeonato Mundial de Peso Pesado en el primer pago de MLW -view Saturday Night SuperFight el 2 de noviembre. En el calentamiento previo al partido, los miembros de Promociones Dorado LA Park, Bestia 666 y Mecha Wolf derrotaron a Kwon, Gotch y Samael en un combate por equipos de seis hombres en el episodio final. de Fusion antes del pago por visión. Sin embargo, Fatu retuvo el título contra Park en Saturday Night SuperFight.
En SuperFight el 3 de enero de 2024, Krügger regresó a MLW junto con el Sentai Death Squad de Contra Unit, atacando a Jacob Fatu tras su combate contra Yuji Nagata y golpeándolo con una botella Baklei. En War Chamber el 29 de marzo de 2024, Ikuro Kwon regresó a MLW y ayudó a Contra Unit a atacar a The Second Gear Crew (Matthew Justice y 1 Called Manders) y CozyMax (Shigeo Okumura y Satoshi Kojima). El 18 de mayo de 2024, en Fury Road, se reveló que Janai Kai se había unido a Contra Unit. El 1 de junio de 2024, en Battle Riot VI, Suzuki se unió a Contra Unit formando equipo con Krügger y Kwon para derrotar a Satoshi Kojima, Matt Riddle y Akira en un combate por equipos de seis hombres. Suzuki y Kwon derrotarían a CozyMax para ganar los Campeonatos Mundiales en Parejas de MLW en Summer of the Beasts el 29 de agosto. En One Shot el 5 de diciembre de 2024, Kwon y Suzuki perdieron el Campeonato Mundial en Parejas de MLW ante CozyMax y, en el mismo evento, Krügger derrotó al debutante Babathunder. Tras la lucha, Krügger invitó a Babathunder a unirse a Contra Unit, a lo que este aceptó.

## Campeonatos y logros
- All Pro Wrestling
  - APW Tag Team Championship (1 vez) - con Josef Samael & Jacob Fatu

- IndependentWrestling.TV
  - Independent Wrestling World Championship (1 vez) - Mads Krügger

- Major League Wrestling
  - MLW World Heavyweight Championship (1 vez) – Jacob Fatu
  - MLW Women's Featherweight Championship (1 vez) – Kai
  - MLW World Tag Team Championship (1 vez) – Kwon y Suzuki

- PCW Ultra 
  - PCW Ultra Tag Team Championship (1 vez) - con Josef Samael & Jacob Fatu

- Pro Wrestling Illustrated
  - Clasificado Jacob Fatu No. 306 de los 500 mejores luchadores individuales en el PWI 500 en 2019[1]